# Faverges-de-la-Tour
Faverges-de-la-Tour est une commune française située dans le département de l'Isère en région Auvergne-Rhône-Alpes.
La commune de Faverges-de-la-Tour est adhérente à la communauté de communes Les Vals du Dauphiné depuis le 1er janvier 2017 et ses habitants sont dénommés les Favergeois.

## Géographie

### Situation et description
Le territoire de Faverges-de-la-Tour est situé dans la partie septentrionale du département de l'Isère au nord-est de l'agglomération de La Tour-du-Pin.

### Lieux-dits et hameaux
- Les Bruyères

### Géologie
Faverges-de-la-Tour se situe à l'est de la plaine de Lyon et plus particulièrement sur la bordure occidentale du plateau du Bas-Dauphiné qui recouvre toute la partie iséroise où il n'y a pas de massif montagneux. Le plateau se confond donc avec la micro-région du Nord-Isère, région qui est composée essentiellement de collines de basse ou moyenne altitude et de longues vallées et plaines. L'ouest de ce secteur correspond à la plaine lyonnaise.
Les glaciations qui se sont succédé au cours du Quaternaire sont à l'origine du modelé actuel de cette région, les produits antéglaciaires restant profondément enfouis sous les dépôts d'alluvions liés à l'écoulement des eaux lors de la fonte des glaces.

### Climat
Pour des articles plus généraux, voir Climat d'Auvergne-Rhône-Alpes et Climat de l'Isère.
En 2010, le climat de la commune est de type climat des marges montargnardes, selon une étude du Centre national de la recherche scientifique s'appuyant sur une série de données couvrant la période 1971-2000. En 2020, Météo-France publie une typologie des climats de la France métropolitaine dans laquelle la commune est exposée à un climat de montagne ou de marges de montagne et est dans la région climatique  Alpes du nord, caractérisée par une pluviométrie annuelle de 1 200 à 1 500 mm, irrégulièrement répartie en été. 
Pour la période 1971-2000, la température annuelle moyenne est de 10,7 °C, avec une amplitude thermique annuelle de 17,5 °C. Le cumul annuel moyen de précipitations est de 1 205 mm, avec 10,5 jours de précipitations en janvier et 7,2 jours en juillet. Pour la période 1991-2020, la température moyenne annuelle observée sur la station météorologique de Météo-France la plus proche, « Pont-de-Beauvoisin », sur la commune du Pont-de-Beauvoisin à 13 km à vol d'oiseau, est de 11,8 °C et le cumul annuel moyen de précipitations est de 1 166,3 mm,. Pour l'avenir, les paramètres climatiques de la commune estimés pour 2050 selon différents scénarios d'émission de gaz à effet de serre sont consultables sur un site dédié publié par Météo-France en novembre 2022.

### Hydrographie
- Ruisseau du Pissoud.

### Forêts
- Gorge du Merle.

### Voies de communication et transports
La route nationale 75 est une ancienne route nationale française reliant Tournus et Bourg-en-Bresse à Sisteron, par Grenoble. Cette route, qui a été déclassée en RD 1 075 en 2006 longe la partie orientale du territoire communal (hameau du Bourg) et permet de relier l'agglomération de Grenoble vers le sud et de Bourg-en-Bresse, vers le nord.
Route de Faverges (D16L) entre La Chapelle-de-la-Tour et Faverges-de-la-Tour

## Urbanisme

### Typologie
Au 1er janvier 2024, Faverges-de-la-Tour est catégorisée commune rurale à habitat dispersé, selon la nouvelle grille communale de densité à sept niveaux définie par l'Insee en 2022.
Elle appartient à l'unité urbaine de La Tour-du-Pin, une agglomération intra-départementale regroupant 15  communes, dont elle est une commune de la banlieue,,. La commune est en outre hors attraction des villes,.

### Occupation des sols
L'occupation des sols de la commune, telle qu'elle ressort de la base de données européenne d’occupation biophysique des sols Corine Land Cover (CLC), est marquée par l'importance des territoires agricoles (70,9 % en 2018), en diminution par rapport à 1990 (75,6 %). La répartition détaillée en 2018 est la suivante : 
zones agricoles hétérogènes (44 %), terres arables (26,9 %), forêts (15,9 %), zones urbanisées (13,2 %). L'évolution de l’occupation des sols de la commune et de ses infrastructures peut être observée sur les différentes représentations cartographiques du territoire : la carte de Cassini (XVIIIe siècle), la carte d'état-major (1820-1866) et les cartes ou photos aériennes de l'IGN pour la période actuelle (1950 à aujourd'hui).

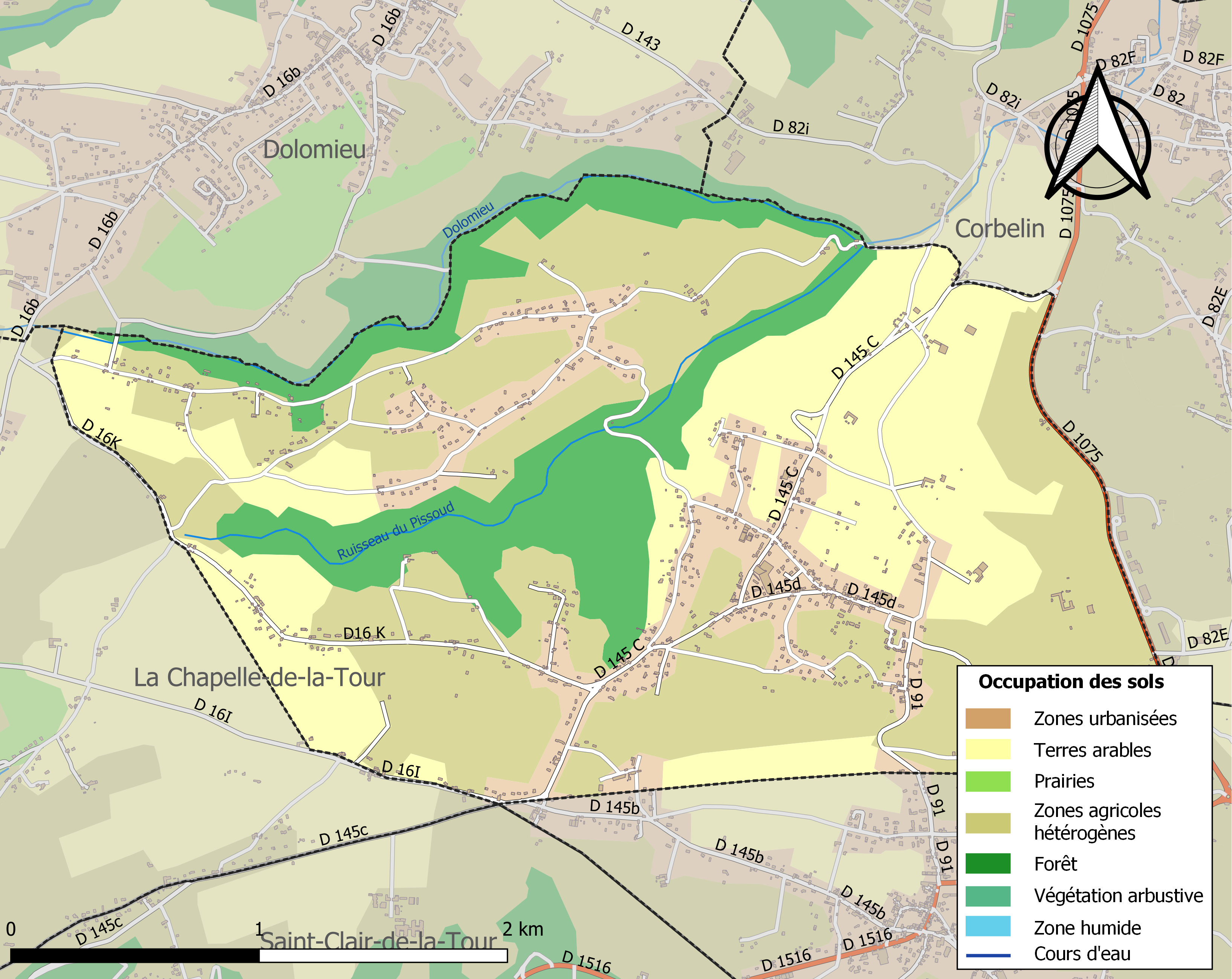
Carte des infrastructures et de l'occupation des sols de la commune en 2018 (CLC).

### Hameaux, lieux-dits et écarts
| - Grand Champ - Le Pressoir - Le Flavay - Le Chanat - Clos Bournet - Le Château - Le Pré Bourg - Le Véronin - Le Pissou et Dième - Cassejoie - Le Boissony | - Le Mollard - Châtenay - Les Fosses - Les Sarrets - Les Baladières - La Ranche - Châteauvieux - Le Laca - Les Communes - Pierre Taille - Le Boissonet | - Le Varvotier - Le Bois - Les Bruyères - Le Traversoud - Le Peyronnet - La Molette - Chandriat - Palivoux - Le Clos et Champrau - Petit Taillis et Tournesac - La Ruat |

### Risques naturels et technologiques

#### Risques sismiques
L'ensemble du territoire de la commune de Faverges-de-la-Tour est situé en zone de sismicité n°3 (sur une échelle de 1 à 5), comme la plupart des communes de son secteur géographique.
| Type de zone | Niveau            | Définitions (bâtiment à risque normal) |
| ------------ | ----------------- | -------------------------------------- |
| Zone 3       | Sismicité modérée | accélération = 1,1 m/s2                |

#### Autres risques
Canicule

## Toponymie
- Faverges : du mot latin Făbrĭca, avec métathèse,  « atelier d'artisan », à l'origine de notre « fabrique », a principalement désigné une forge.
- La finale de La Tour provient de la proximité de la commune avec celle de La Tour-du-Pin, principale ville de la région[16].

## Histoire

### Préhistoire et Antiquité
Au début de l'Antiquité, le territoire des Allobroges s'étendait sur la plus grande partie des pays qui seront nommés plus tard la Sapaudia (ce « pays des sapins » deviendra la Savoie) et au nord de l'Isère.
Les Allobroges, comme bien d'autres peuples gaulois, sont une « confédération ». En fait, les Romains donnèrent, par commodité, le nom d'Allobroges à l'ensemble des peuples gaulois vivant dans la civitate (cité) de Vienne, à l'ouest et au sud de la Sapaudia.

### Moyen Âge
Au milieu du XIVe siècle, Faverges est appelé Fabricas. Avant la révolution française le village était alors nommé Saint-Barthélémy de Faverges. Avec les villages de Corbelin et Veyrins ils étaient rassemblés depuis 1230 sous l'autorité de la famille châtelaine des De Virieu, logeant au château du village.

### Époque contemporaine
Dans la période révolutionnaire, en 1790, les De Virieu quittent le château qui passe aux mains de M. Sébastien Marion. Veyrins et Faverges demandent leur séparation et la constitution de plein exercice, ce qui leur est accordé.

## Politique et administration

### Administration municipale
Le maire est Jean-Marc Damais. Le conseil municipal est composé de quinze membres dont quatre adjoints au maire et onze conseillers municipaux.

### Liste des maires
| Période                                  | Période    | Identité         | Étiquette | Qualité                    |
| ---------------------------------------- | ---------- | ---------------- | --------- | -------------------------- |
| mars 2001                                | avril 2012 | Thierry Semanaz  |           |                            |
| 2012                                     | 2020       | Daniel Cézard    | PS        | Retraité de l'enseignement |
| 2020                                     | En cours   | Jean-Marc Damais |           |                            |
| Les données manquantes sont à compléter. |            |                  |           |                            |

## Population et société

### Démographie
L'évolution du nombre d'habitants est connue à travers les recensements de la population effectués dans la commune depuis 1793. Pour les communes de moins de 10 000 habitants, une enquête de recensement portant sur toute la population est réalisée tous les cinq ans, les populations de référence des années intermédiaires étant quant à elles estimées par interpolation ou extrapolation. Pour la commune, le premier recensement exhaustif entrant dans le cadre du nouveau dispositif a été réalisé en 2007.

En 2022, la commune comptait 1 482 habitants, en évolution de +6,77 % par rapport à 2016 (Isère : +3,07 %, France hors Mayotte : +2,11 %).
| 1793 | 1800 | 1806 | 1821  | 1831  | 1836  | 1841  | 1846  | 1851  |
| ---- | ---- | ---- | ----- | ----- | ----- | ----- | ----- | ----- |
| 831  | 948  | 919  | 1 130 | 1 246 | 1 237 | 1 287 | 1 323 | 1 264 |

| 1856  | 1861  | 1866  | 1872  | 1876  | 1881  | 1886  | 1891  | 1896  |
| ----- | ----- | ----- | ----- | ----- | ----- | ----- | ----- | ----- |
| 1 317 | 1 262 | 1 288 | 1 307 | 1 277 | 1 243 | 1 223 | 1 205 | 1 103 |

| 1901  | 1906 | 1911 | 1921 | 1926 | 1931 | 1936 | 1946 | 1954 |
| ----- | ---- | ---- | ---- | ---- | ---- | ---- | ---- | ---- |
| 1 032 | 922  | 902  | 755  | 733  | 794  | 764  | 740  | 713  |

| 1962 | 1968 | 1975 | 1982 | 1990  | 1999  | 2006  | 2007  | 2012  |
| ---- | ---- | ---- | ---- | ----- | ----- | ----- | ----- | ----- |
| 720  | 675  | 731  | 818  | 1 000 | 1 107 | 1 265 | 1 287 | 1 252 |

| 2017  | 2022  | - | - | - | - | - | - | - |
| ----- | ----- | - | - | - | - | - | - | - |
| 1 445 | 1 482 | - | - | - | - | - | - | - |

### Enseignement
La commune est rattachée à l'académie de Grenoble et compte deux établissements scolaires :
- École Maternelle (2 classes)
- École Élémentaire Claude Cohen-Tannoudji (4 classes)

### Symboles
Le Jaune.

### Médias
Historiquement, le quotidien à grand tirage Le Dauphiné libéré consacre, chaque jour, y compris le dimanche, dans son édition du Nord-Isère, un ou plusieurs articles à l'actualité à la communauté de communes et du canton, ainsi que des informations sur les éventuelles manifestations locales, les travaux routiers, et autres événements divers à caractère local.
La commune est située sur l'aire de diffusion de radio Ici Isère, une radio publique qui émet sur tout le territoire du département de l'Isère.

### Vie Associative
- Associations Communale de Chasse Agrée (ACCA)
- Aide à Domicile en Milieu Rural (ADMR)
- Amicale des Donneurs de Sang La Bâtie-Faverges
- Amicale des Sapeurs Pompiers La Bâtie-Faverges
- Amicale du personnel communal
- Association Sportive et Culturelle (ASC)
- Basket Club Faverges Dolomieu (BCFD)
- Club Assistance Radio Sécurité - C.A.R.S.E.C 38
- Club du Bon Temps
- Familles Rurales Association La Bâtie-Faverges
- Boule Favergeoise
- Comité des Fêtes
- Comité Honneur à nos Aînés
- Fédération Nationale des Anciens Combattants d'Algérie (FNACA)
- Génération Favergeoise
- Institut Chinois Nord Isère (ICNI)
- Les Z'Emmêlés
- Nicolas Trouillet Horse Show
- Sou des Écoles
- Sono Vénus Team
- Takatapella
- Vétérans La Bâtie-Faverges

### Cultes
La communauté catholique et l'église paroissiale de Faverges-de-la-Tour (propriété de la commune) dépendent de la paroisse Sainte-Anne qui est, elle-même, rattachée au diocèse de Grenoble-Vienne.

## Économie
La commune se situe dans les zones d'appellations suivantes, décernées par l'INAO :
- IGP Emmental français Est Central (Label Rouge).
- IGP Comtés Rhodaniens blanc.
- IGP Comtés Rhodaniens rosé.
- IGP Comtés Rhodaniens rouge.
- IGP Isère blanc.
- IGP Isère rosé.
- IGP Isère rouge.

## Culture et patrimoine

### Lieux et monuments

#### Le château de Faverges-de-la-Tour
Le lieu-dit Châteauvieux laisse penser qu'un ancien château se dressait à cet endroit. Le château actuel comporte des vestiges du XVe, XVIIe et XVIIIe siècles.
Sous la propriété de la puissante famille des De Virieu depuis 1230, il devient à la Révolution propriété de Sébastien Marion (1763-1837), magistrat à Grenoble. Ses successeurs sont André Marion, conseiller à la cour d'appel de Grenoble, préfet de l'Isère sous la seconde République. S'ensuit son fils Édouard Marion, député de Saint-Marcellin et en 1876-77, de La Tour du Pin. Il fut aussi membre du conseil général de l'Isère.
C'est par un actes notarié de 1874 et 1875 qu'Édouard Marion cède le château ainsi que des bâtiments agricoles et 57 hectares de champs prés et bois, à Alexandre Gabriel Saint-Olive.

### Autres bâtiments
- L'église paroissiale Saint-Barthélemy
- Le monument aux morts communal

### Personnalités liées à la commune
- Famille de Virieu.

### Héraldique
|  | Faverges-de-la-Tour possède des armoiries dont l'origine et le blasonnement exact ne sont pas disponibles. |